# Comté de Haliburton
Pour les articles homonymes, voir Haliburton.

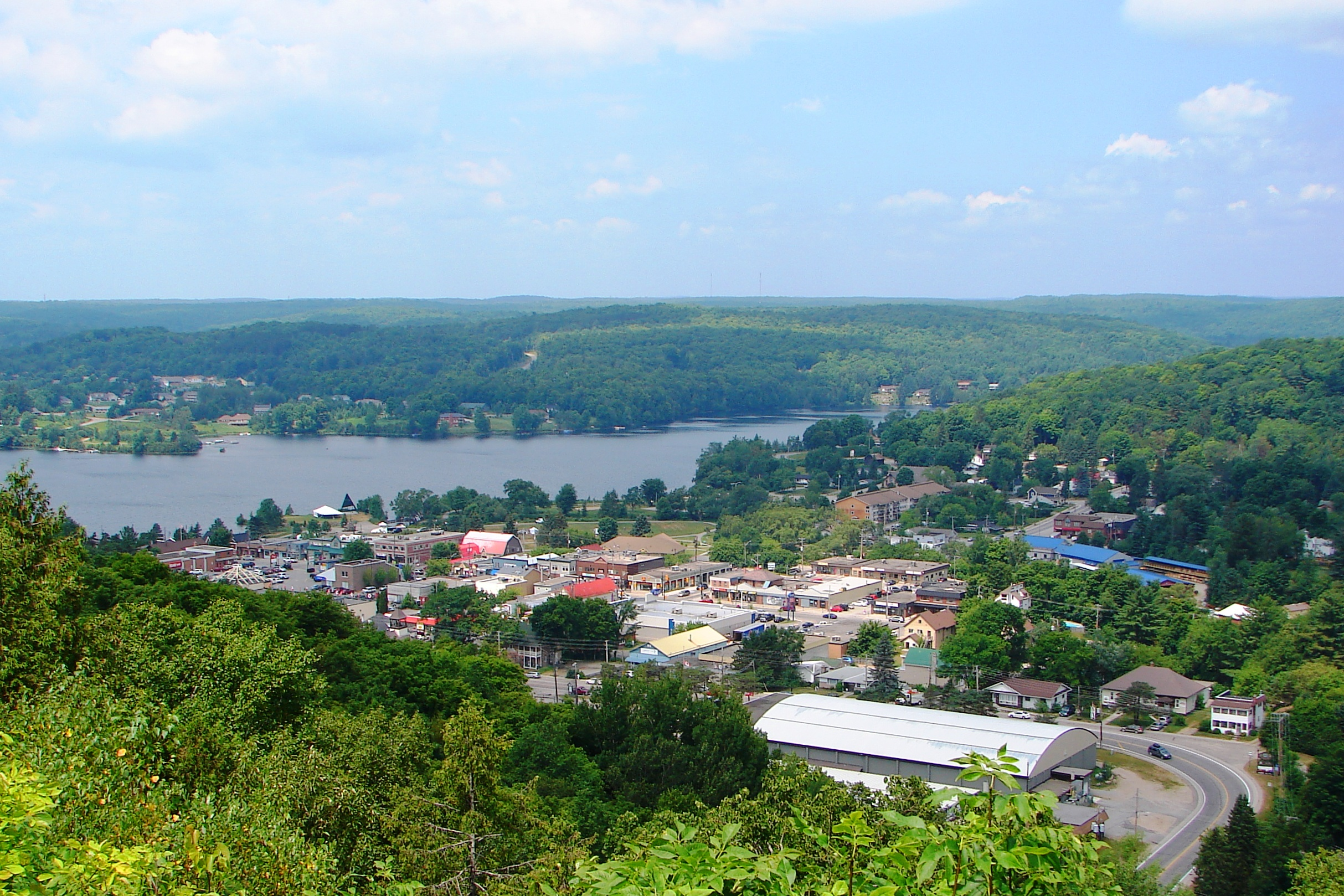
Village de Haliburton

Le comté de Haliburton (Haliburton County) est un comté du centre de l'Ontario (Canada) reconnu pour ses paysages et ses artistes résidents. Le chef-lieu du comté est Minden Hills. Le comté et le village de Haliburton ont été nommés en l'honneur de Thomas Chandler Haliburton, auteur, homme d'État et premier directeur général de la Canadian Land and Emigration Company.
Peu au nord du comté est le parc provincial Algonquin.

## Histoire
Le comté a été créé en 1874 en tant que comté provisoire de Haliburton, avec plusieurs cantons qui ont été transférés des comtés de Victoria et de Peterborough et du district de Nipissing. Il est devenu le comté de Haliburton en 1983. Il est composé actuellement des municipalités suivantes :
- Canton d'Algonquin Highlands (en)
- Municipalité de Dysart et al (Dysart, Bruton, Clyde, Dudley, Eyre, Guilford, Harburn, Harcourt and Havelock)
- Municipalité de Highlands East (en)
- Canton de Minden Hills (en)

## Géographie
Le comté de Haliburton est souvent surnommé comme étant les Haliburton Highlands. Le plus haut points des Haliburton Highlands.

## Démographie
Population historique :
- Population en 2001 : 15 085
- Population en 1996 : 15 321